# Priolepis winterbottomi
Priolepis winterbottomi är en fiskart som beskrevs av Nogawa och Hideki Endo 2007. Priolepis winterbottomi ingår i släktet Priolepis och familjen smörbultsfiskar. Inga underarter finns listade i Catalogue of Life.